# Super Dinosaur
Super Dinosaur est une série télévisée d'animation américano-canadien produite par Spin Master Entertainment, Atomic Cartoons et Skybound Entertainment, et diffusée entre le 8 septembre 2018 et le 26 janvier 2019 sur Teletoon, et aux États-Unis sur Amazon Prime à partir du 6 octobre 2019.
Cette série est inédite dans tous les pays francophones.

## Résumé
Il s'agit d'une adaptation du comics homonyme écrit par Robert Kirkman et dessiné par Jason Howard.

## Production
La préparation d'une adaptation du comics Super Dinosaur est révélée le 22 novembre 2017 au KidScreen. La production est partagée entre Spin Master Entertainment, Atomic Cartoons et Corus Entertainment. Elle est annoncée formellement par Robert Kirkman lors du San Diego Comic-Con de 2018.
Le dessin animé en 3D est réalisé avec Autodesk Maya.